# 土屋和彦
土屋 和彦（つちや かずひこ、1964年2月18日 - ）は日本のフリーアナウンサー。アリエス所属。

## 来歴
東京都出身。日本大学文理学部卒業。
元々俳優を目指していたが、俳優としてはなかなか芽が出ず、25歳の時、ホテルのアルバイトの際に出入りの婚礼司会者を見て、自分も出来そうだと思い司会者（アナウンサー）の道へ方向転換。東京アナウンスアカデミーに通い始め、志生野温夫率いるシオノ事務所の門を叩く。
ロッテオリオンズが千葉に本拠地を移転して千葉ロッテマリーンズとなって2年経った頃（1994年頃）に衛星放送のベンチリポーターを務めたのがスポーツ実況アナウンサーとしてのキャリアの始まり。当時は衛星放送の黎明期でスポーツ実況アナウンサーの人手不足が叫ばれていた時期で、様々なスポーツ実況に関与した。
麻雀実況についてはMONDO21（現・MONDO TV）で2002年に放送された「麻雀 BATTLE ROYAL」以来、同局で放送される麻雀番組（モンド麻雀プロリーグ）で20年以上に亘って実況を担当。第3回名人戦での小島武夫の九蓮宝燈和了など、数々の場面を実況している。現在麻雀配信でプロ雀士が実況を務める機会が多い中、アナウンサーとして麻雀実況に携わっている数少ない人物でもある。
2017年までシオノ事務所に所属していたことが確認できているが、後にアリエスに移籍している。

## 挿話
- シオノ事務所に入った際、社長の志生野から「テレビ局の制作現場はどうなっているのか勉強して来い」と告げられ、午後は○○おもいッきりテレビ（日本テレビ系）のアシスタントディレクターとして番組制作に携わっていた時期がある。2年経ってディレクターになるように誘われたが、アナウンサーを目指していることを理由に断っている[2]。
- 麻雀番組の実況・進行役を務めるに当たって勉強材料に用いたのは片山まさゆきの「打姫オバカミーコ」だという[2]。

## 現在の出演番組
- モンド麻雀プロリーグ（MONDO TV）実況担当
- プロ野球ニュース（フジテレビONE）

## 過去の出演番組
特記なき限り実況担当
- おはよう!ナイスデイ（フジテレビジョン）リポーター
- CTCダイナミックスポーツ（千葉テレビ放送）マリーンズ戦実況担当
- 歌謡選抜（群馬テレビ）司会
- ビリヤード番組（スポーツ・アイ ESPN）
- USPGAシニアツアー（ゴルフネットワーク）
- 月刊ゴルフギア情報局（ゴルフネットワーク）
- サッカー中継（Jリーグ/セリエA/リーグ・アン、スカイパーフェクTV! 他）
- 交通情報（NHKラジオ）
- 長野オリンピックカーリング（NHK-FM）
- JLCレースライブ（日本レジャーチャンネル）
- ATPツアー・マスターズ1000シリーズ（GAORA）

## 映画
- 麻雀放浪記2020 - 麻雀五輪の実況アナ役
- 甲州快童トライ☆オン TheShortMovieずら！ - 輝雄役